# 烏魯槽
乌鲁槽距离马来西亚新山约30多公里，虽属于古来县，但由依斯干达公主城市政厅管辖，国会选区坐落于古来里，和笨珍县的北干那那相邻，位于古来、笨珍和新山三县边界之间。乌鲁槽是一個由兩排約20間殘旧店屋及百多戶家庭組成的乡镇，人口约一千人，以华人及马来人居多。根据官方记载，乌鲁槽本是原始森林，在英殖民地政府奖掖开荒的政策下，开始有了稀疏的人烟。新加坡公用事业局在这里开发蓄水池，建立第一条從柔佛州衔接至新加坡的食水输送管后，人口便慢慢地增加了，开始形成了一个小镇。60年代人口曾达4000人，但这之后到新加坡工作的村民逐年增加，形成人口外流。

## 历史
二战时，约有200多人的乌鲁槽曾被日军屠村，死里逃生者只有数人，都是一些事前收到消息及时躲藏起来者。日军入村时，命令全村约50多名壮丁每人挖一个长约六尺，宽约一尺的坑。挖好后要他们在坑里铺垫树叶，并俯卧其中，然后将壮丁们一一刺毙。根据生还目击者的叙述，日军在屠杀壮丁之后，竟然连老人、妇女和幼童也没有放过。当时，村里的老人和妇孺们把自己关在屋内，躲藏床下不敢出来，也不知道屋外的亲人早已遇害，只盼日军早点离开。那里知道日军在杀人之后，还放火烧屋，并且将从火海中逃出者杀死。
日军从早上七时许入村，至火熄时约十时许离开，短短的三个多小时，便将一条生机勃勃的小村变成死地。日军离开后，躲藏在芭里的村民们忍着悲痛回村埋葬亲友。由于许多尸体几乎烧得面目全非或已经烧成灰烬，200多名殉难者只认得出60余人，如今他们的名字都刻在乌鲁槽的华人义山华侨殉难公墓上。

## 临近市镇
- 北干那那
- 古来
- 笨珍
- 依斯干达公主城
- 振林山